# Off Road Challenge
Off Road Challenge és un videojoc de curses amb monster trucks per la Nintendo 64, i va ser llançat el 1998. També es va llançar una màquina recreativa amb pedals i marxes per controlar totes les accions del joc. Els nivells que es posa a prova el jugador són normalment de sorra i a vegades s'ha de travessar ciutats. El videojoc té un estil molt semblant al videojoc Cruis'n USA i té la mateixa jugabilitat que el seu predecessor, el Super Off Road: The Baja. El jugador ha de conduir contra altres vehicles off-road a través de diverses superfícies, mentre es va aconseguint nitros i or al llarg de la cursa.